# B-Box
株式会社B-Box（ビーボックス）は、日本の芸能事務所。日本芸能マネージメント事業者協会・日本声優事業社協議会会員。主に声優のマネージメントを行っている。

## 概要
2005年6月13日にB-Boxを設立。同年10年目だった養成所「井上和彦の声優教室」を「B-Box Actors School」に改名し、B-Boxの付属養成所となる。その後「VAEL」に改名。
講師として井上和彦等が指導している。

## 所属俳優・声優

### 男性
| あ行 - 阿部光生 - 池田恭祐 - 井上和彦 - 今井涼雅 - 臼杵寛 - 大矢悠人 さ行 - 佐々木祐介 - 関倖来斗 | た行 - 高橋広樹 - 田村僚佑 - 塚田徹郎 な行 - 中務貴幸 - 長崎孝彦 - 丹羽正人 - 新田京助 | は行 - 古澤大地 ま行 - 松川裕輝 - 松原知也 - 三輪拓也 や行 - 山元聖也 |

### 女性
| あ行 - 旭堂小南陵（業務提携） - 大南友希 - 上田佳耶 - 大谷衣里奈 - 小畑穂奈美 か行 - 小波桜和 - 小林昭子 | さ行 - 潮野有加 - しぶきみどり た行 - 宅見優音 - 多田咲月 | は行 - 塙真奈美 - 洞内愛 ま行 - 道西彩須佳 - 三浦七緒子 わ行 - 渡部彩（業務提携） |

## かつて所属していた主な声優・俳優

### 男性
- 阿野伸八
- 飯田真矢
- 今井昭暢（フリー）
- 岸博之（現所属：アンテーヌ）
- 小林すすむ（在籍中に死去）
- 角研一郎
- 杉野田ぬき（フリー）
- 関口量治（フリー）
- 竹谷和樹
- たなかこころ（現所属：トイプリッズ）
- ともいちろー（現所属：アル・シェア）
- 中根徹（現所属：青二プロダクション）
- 中野健治（現所属：オフィスチャープ）
- 藤宮潤（現所属：エム・アール）
- ふるごおり雅浩（現所属：フォセット･コンシェルジュ）
- フルヤミツアキ
- 森宮隆（現所属：大沢事務所）
- 山口智広（現所属：東京俳優生活協同組合）
- 結城あくつ（現所属：ベルプロダクション）
- 吉田篤司

### 女性
- 綾瀬マリア
- 太田貴子（現所属：81プロデュース）
- 織田一穂
- 小津ミワ（現所属：ミュージックバンカー）
- 門松涼
- 佐原宇奈
- 志村まり子
- 春林
- 鈴木美園（現所属：ALBA）
- 田中美唯（現所属：レッド・エンタテインメント・デリヴァー）
- 田端佑佳奈（現所属：プランダス）
- 中島裕美子（引退）
- 藤牧静花（現所属：TMコーポレーション）
- 堀籠沙耶（現所属：ステイラック）
- 宮本野明
- 明神あい
- 棟方真梨子（現所属：81プロデュース）
- よのひかり（フリー転向後死去）
- 本山かおり
- 前迫有里紗（現所属：Rush Style）